# Limberg, Frantschach-St. Gertraud
Limberg je naselje v Občini Frantschach-St. Gertraud v Okraju Volšperk na Koroškem v Avstriji.